# Can Durall (Arenys de Mar)
Can Durall és una obra d'Arenys de Mar (Maresme) inclosa en l'Inventari del Patrimoni Arquitectònic de Catalunya.

## Descripció
Construcció de tres plantes amb les obertures emmarcades amb pedra, així com l'aresta de la façana, i un balcó cantoner corregut al primer pis. Al segon pis hi ha balcons separats. El coronament de la façana és una petita cornisa. A l'interior hi ha arrambadors de rajoles catalanes i portes característiques de l'època. Situada a la cantonada del carrer de la Perera amb la pujada del carrer Bareu, i parcialment enfront del carrer de Sant Antoni. Hi ha molta humitat a l'interior que malmet els sostres i una de les façanes.

## Història
Aquest edifici és característic pels seus elements formals, de l'època de transició del barroc al neoclàssic.